# Aechmea triangularis
Aechmea triangularis är en gräsväxtart som beskrevs av Lyman Bradford Smith. Aechmea triangularis ingår i släktet Aechmea och familjen Bromeliaceae. Inga underarter finns listade i Catalogue of Life.